# Herbert Westerich
Herbert Westerich (* 18. März 1904 in Hamburg; † 15. November 1991 ebenda) war ein deutscher Kaufmann und von 1969 bis 1975 Präses der Handelskammer Hamburg.

## Herkunft, Ausbildung und Beruf

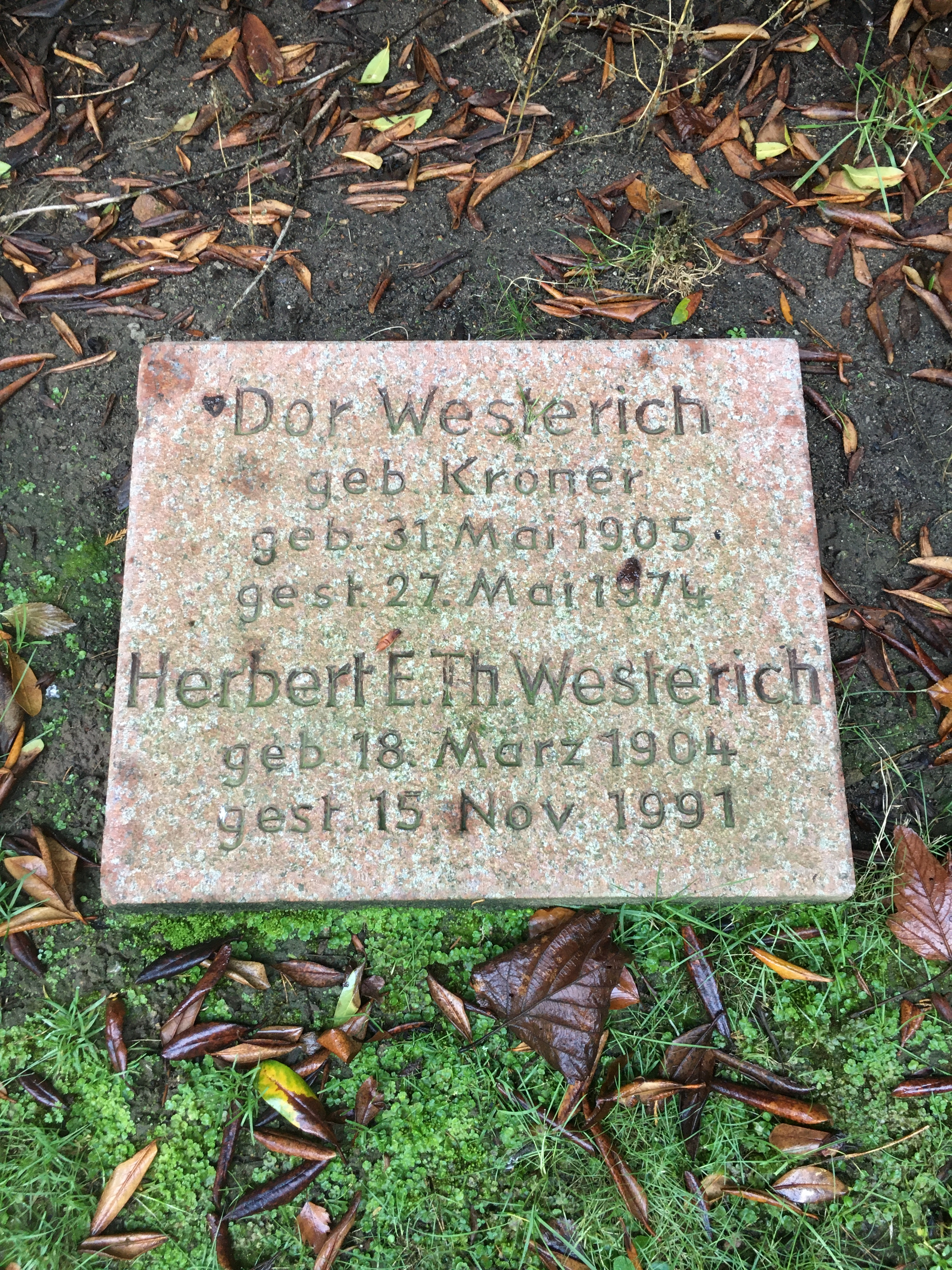
Kissenstein für Herbert Westerich auf dem Friedhof Ohlsdorf

Herbert Westerich stammte aus der angesehenen Hamburger Kaufmannsfamilie Westerich. Sein Großvater Adolph Westerich hatte 1835 der Witwe des mit nur 33 Jahren verstorbenen Firmengründers Heinrich Wilhelm Conrad Schacht, dessen Papierproduktions- und -Handelsgesellschaft in Hamburg abgekauft und die Firma nach dem Hamburger Brand von 1842 als Schacht und Westerich in der Großen Bäckerstraße 18/20 neu gegründet. Herbert Westerich absolvierte nach dem Schulbesuch von 1921 bis 1923 eine kaufmännische Ausbildung und übte dann verschiedene Tätigkeiten in anderen Hamburger Handelshäusern aus, bevor er 1929 zusammen mit seinem Bruder Eduard Westerich in das väterliche Geschäft als Inhaber einstieg. 1939 erwarb Westerich im Zuge der Arisierungspolitik der Nationalsozialisten das Geschäftshaus des jüdischen Kaufmanns Iwan Franck am Neuen Wall 39 weit unter Wert. Das im Erdgeschoss gelegene, 1876 gegründete Papiergeschäft von M. Kimmelstiel & Co. wurde als Filiale von Schacht & Westerich weitergeführt. Erst nach Eröffnung des Hansel-Viertels 1980 in den Großen Bleichen wurde die Hauptfiliale dorthin verlegt und blieb dort bis zur Unternehmensinsolvenz 2015. Westerich starb 1991, nachdem er zuvor bereits seinen Sohn Manfred Westerich zum Teilhaber gemacht hatte.
Herbert Westerich wurde in der Familiengrabstätte auf dem Friedhof Ohlsdorf beigesetzt. Sie liegt im Planquadrat AE 14 auf dem sogenannten „Millionärshügel“.

## Ehrenämter und Auszeichnungen
Westerich war zunächst insbesondere in den Gremien des Einzelhandelsverbandes aktiv und dort Mitglied des Präsidiums des Hauptverbands des Deutschen Einzelhandels sowie Vorsitzender des Einzelhandelsverbandes in Hamburg. Bereits 1955 hatte er für die Gründung einer Junioren-Gruppe der PBS-Branche (Papier Bürobedarf, Schreibwaren) gesorgt. Von 1966 bis 1981 war Westerich Mitglied des Verwaltungsrates der Deutschen Bundespost. Seit 1946 Mitglied des Präsidiums der Handelskammer Hamburg, war er von 1969 bis 1975 Präses der Handelskammer und gleichzeitig von 1971 bis 1976 Vizepräsident des Deutschen Industrie- und Handelskammertages. Zusammen mit den Altbürgermeistern Max Brauer, Kurt Sieveking, Paul Nevermann und Herbert Weichmann sowie Peter-Heinz Müller-Link und Jürgen Westphal war er am 13. April 1972 Mitunterzeichner des Aufrufes zur Gründung des Vereins Rettet die Deichstraße. 1982 fungierte er als Mitgründer und erster Vorsitzender des Vereins Freunde der Denkmalpflege e.V.
Westerich wurde 1954 mit dem Bundesverdienstkreuz ausgezeichnet. 1978 wurde er als 35. Hamburger mit der Bürgermeister-Stolten-Medaille, der höchsten Auszeichnung der Hansestadt geehrt.